# Вюстизм
Вюсти́зм (также известно как Братство друзей Божиих, Вюстовское братство) — течение в лютеранстве и меннонитстве, возникшее в конце 40-х — начале 50-х годов XIX века и получившее название от имени его основателя Эдуарда Вюста, бывшего лютеранского пастора в Вюртемберге.

## Описание
В 1845 году в Вюст эмигрировал в Россию и возглавил в колонии Нейгоффнунг (Южная Украина) местную общину лютеран-пиетистов, практиковавших «духовные часы» (от нем.  "Stunde" -   "час" произошло название на русском языке "Штунда", "штундисты"), то есть ежедневное совместное чтение Библии и молитву в течение одного часа. Эта группа обособилась в лютеранстве ещё до своего переселения из Вюртемберга в Россию (1818 — 1822). 
В то время община переживала глубокий кризис, вызванный тем, что пришествие Христа, предрекаемое некоторыми руководителями общины в 1836 году, не состоялось. Своими проповедями в духе нового пиетизма Вюст зажёг огонь евангельского пробуждения. Позже «вюстовские кружки» распространились среди лютеран и меннонитов по всему югу Украины. В конце своей жизни Вюст начал проповедовать в немецких колониях на Волге, где было много меннонитов-переселенцев с Украины.
В своих проповедях Вюст отвергал официальную церковную структуру, как имеющую главное значение в вопросах веры (будучи сам рукоположеным лютеранским священником) и церковную обрядность, не базирующуюся на Священном Писании, призывал верить в Тысячелетнее царство и скорое пришествие Христа, требовал «пробуждения» и следования библейскому образу жизни, боролся против суеверия и алкоголизма, напоминал о необходимости регулярных богослужений и молитв.
В основе религиозных воззрений "друзей Божиих" лежали разочарование в «лютеранской ортодоксии», стремление к высокой степени моральной ответственности каждого верующего, религиозный мистицизм. Особое значение придавалось личному благочестию, религиозным переживаниям верующих, ощущению живого общения с Богом, а также ощущению постоянного нахождения под строгим и бдительным «Божьим оком». Приверженцы вюстизма считали себя прощёнными грешниками, святыми, которым уготован небесный рай.
Вюстизм оказал влияние на возникновение гюпферства в меннонитских колониях Молочановского округа Екатеринославской губернии, а также создал предпосылки для появления евангельских христиан-баптистов.